# Епархия Короаты
Епархия Короаты (лат. Dioecesis Coroatensis) — епархия Римско-католической церкви c центром в городе Короата, Бразилия. Епархия Короаты входит в митрополию Сан-Луиш-до-Мараньяна. Кафедральным собором епархии Короаты является собор Пресвятой Девы Марии.

## История
26 августа 1977 года Римский папа Павел VI издал буллу Qui benevolentissimi Dei, которой учредил епархию Короаты, выделив её из архиепархии Сан-Луиш-до-Мараньяна.

## Ординарии епархии
- епископ Reinaldo Ernst E. Pünder (5.05.1978 — 16.01.2011);
- епископ Sebastião Bandeira Coêlho (16.01.2011 — по настоящее время).

## Источник
- Annuario Pontificio, Ватикан, 2007